# 吉金所见录
《吉金所見錄》，山东莱阳初尚龄著。共十六卷，卷一至卷十四叙述历代铸币，由列国以至明朝末期，卷十五为其他国家及不知年代品，卷十六为厌胜钱等。于清朝嘉庆二十五年（1820年）刊行。此书在钱图之下附有钱文的考释，间亦记载出土地点和铸造历史。所收钱图共1210种。